# Лукойл-Авіа
Лукойл-Авіа — російська авіакомпанія, дочірнє підприємство "Лукойл", займається перевезенням пасажирів, вантажів, пошти.

## Опис
Заснована в 1994 і зараз базується в аеропорту Шереметьєво. 
Здійснює як внутрішні, так і міжнародні рейси, крім того, обслуговує рейси своєї материнської компанії, займається чартерними перевезеннями. Клієнти можуть летіти як у салоні економ, так і бізнес-класу.
Залежно від маршруту без додаткової плати можна взяти із собою від 20 до 50 кг багажу.
Має свій аеровокзальний комплекс, клієнтам пропонуються такі послуги: кафе-бар, зал для переговорів, послуги зв'язку, читальний зал. 
У 2012 авіакомпанія стала членом Асоціації експлуатантів повітряного транспорту  .

## Флот
Станом на липень 2021 розмір флоту складає 3 літаки та 6 вертольотів: 

## Події
6 серпня 2013 гелікоптер авіакомпанії Мі-8, який перевозив працівників трьох організацій «Лукойлу», в ході приземлення на Тобойському родовищі здійснив жорстку посадку. Серйозних травм ніхто не отримав  .